# يشار فهابزادي
يشار فهابزادي (8 أبريل 1960 بباكو في أذربيجان - ) هو مدرب كرة قدم ولاعب كرة قدم أذربيجاني في مركز الوسط. شارك مع منتخب أذربيجان لكرة القدم. أما مع النوادي، فقد لعب مع نادي باكو ونادي خزر لنكران ونادي نيفتشي باكو وFK Khazar Sumgayit ‏.

## روابط خارجية
- يشار فهابزادي على موقع قاعدة بيانات كرة القدم.إي يو (الإنجليزية)
- يشار فهابزادي على موقع ناشيونال فوتبول تيمز (الإنجليزية)